# Malta i olympiska sommarspelen 1968
Malta deltog med en deltagare vid de olympiska sommarspelen 1968 i Mexico City. Deltagaren erövrade ingen medalj.